# 四国知事会
四国知事会（しこくちじかい）とは、四国地方4県（香川県、徳島県、愛媛県、高知県）の知事によって構成される知事会である。

## 最近の主な議事
- 地方分権、道州制に関する論議
- 四国八十八箇所霊場と遍路道の世界遺産登録について
- 東南海・南海地震を想定した広域的訓練の調整

## 構成員
- 香川県知事
- 徳島県知事
- 愛媛県知事
- 高知県知事

## 付記
- 徳島県は近畿ブロック知事会の構成自治体も兼ねている。
- 慣例として座長は開催県の県知事が務める